# استرادست
استرادست (به انگلیسی: Stradsett) یک روستا و محله مدنی در بریتانیا است که در King's Lynn and West Norfolk واقع شده‌است. استرادست ۵٫۴۵ کیلومتر مربع مساحت و ۶۰ نفر جمعیت دارد.